# King's X
King's X es una banda de hard rock de Estados Unidos notoria por sus letras espirituales y música sofisticada (que incluyen arreglos vocales inspirados en gran parte por Los Beatles).

## Historia

### Primeros días
El grupo tiene sus inicios en 1980, cuando Doug Pinnick y Jerry Gaskill, que se habían conocido antes en la grabación y gira con Phil Keaggy y giras con la banda de rock cristiano Petra, reclutaron a Ty Tabor para que se les uniera. Llamándose a sí mismo The Edge, el grupo actuó intensivamente en el circuito de bares y clubes de Springfield, Misuri. La banda se especializó en hacer covers del Top 40. Para 1983, el nombre de la banda había cambiado a Sneak Preview y comenzaron a grabar material original. Sneak Preview lanzó el LP homónimo en 1984 con sólo material original.
El grupo se mudó a Houston, Texas con la promesa de un contrato de grabación, pero el trato se cayó. Sin embargo, fue allí donde el grupo conoció a Sam Taylor, entonces el vicepresidente de la compañía de producción de ZZ Top. Taylor rápidamente se volvió el mentor de la banda y les convenció de cambiarse el nombre a King's X. Taylor fue el instrumento que ayudó a la banda a asegurar un contrato con Megaforce Records en 1987. Taylor se convertiría pronto en el manager de la banda, productor y mentor, y fue declarado el cuarto miembro del grupo.

### La llegada de King's X
El grupo lanzó su primer álbum como King's X, titulado Out of the Silent Planet, en 1988. A pesar de haber sido bien tratado por la crítica, al álbum no le fue bien comercialmente, alcanzando como máximo el número 144 en la cartelera de álbumes de Billboard. El lanzamiento de 1989 de la banda, Gretchen Goes to Nebraska, lo hizo un poco mejor desde un punto de vista comercial. Significativamente, el videoclip "Over My Head" recibió apoyo moderado de MTV y la radio. El incremento en la exposición sería beneficioso cuando la banda lanzara su tercer álbum, Faith, Hope, Love, en el otoño de 1990.

### El borde de un logro
Faith, Hope, Love fue el primer álbum de la banda en alcanzar el Top 100 de Estados Unidos, con la ayuda del exitoso sencillo It's Love. La banda hizo de telonero para AC/DC en una gira en Estados Unidos y Europa durante la primera mitad de 1991. También hicieron gira con Living Colour, estando en la cima de su popularidad. La banda firmó con la discográfica Atlantic Records para su siguiente lanzamiento. 
La banda lazó su cuarto álbum, King's X, en la primavera de 1992. Pero tensiones que aparecieron con Taylor lo llevó a ser el esfuerzo más fuera de foco del grupo, y el álbum no se vendió tan bien como Faith, Hope, Love. El único sencillo del álbum, Black Flag recibió solamente apoyo moderado de MTV. Poco después del lanzamiento de King's X, la banda se deshizo de Taylor. Los detalles de la separación no se han hecho públicos, pero se cree que hubo una riña fuerte. Luego, King's X se tomó cerca de un año, para considerar su futuro colectivo. Los miembros de la banda persiguieron otros fines no-musicales, notablemente el guitarrista Ty Tabor hizo motociclismo semi-profesional.
En cualquier caso, en 1992 el grunge estaba en su auge, y el sonido característico de la banda no coincidía con el de los actos comercialmente exitosos como Soundgarden o Pearl Jam (a pesar de que, irónicamente, King's X fue en buena parte responsable de inspirar el grunge, el bajista de Pearl Jam, Jeff Ament, una vez dijo, "King's X inventó el grunge"). Buscando un nuevo sonido y sabor (aunque no necesariamente grunge), la banda enlistó al productor Brendan O'Brien, quien había producido recientemente el primer álbum de Stone Temple Pilots y el segundo de Pearl Jam.
El álbum que resultó, Dogman de 1994, mostraba un sonido mucho más muscular y pesado del grupo, junto con letras menos abstractas y espirituales. El disco recibió un empuje promocional mayor de parte de Atlantic y la banda disfrutó una gira muy exitosa, con una aparición en el festival Woodstock 94 en agosto. Pero a pesar del retorno al Top 100 del grupo, el álbum no logró las ventas que Atlantic esperaba, y el apoyo de la discográfica a la banda rápidamente de desvaneció.

## Después de Atlantic
El tercer lanzamiento de la banda con Atlantic, Ear Candy de 1996, sería también su último (sin incluir una compilación subsiguiente) con la discográfica. A pesar de que se vendió bien a los seguidores de la banda, carecía del éxito mainstream de esfuerzos previos. El disco pronto dejó de estar disponible, y parecía ser que la oportunidad del grupo de tener éxito comercial había venido y se había ido.
El grupo se cambió a Metal Blade Records en 1998. Su primer álbum para la esa discográfica, Tape Head, señaló una nueva era para la banda. Modificaron sus métodos creativos al escribir y grabar el álbum juntos en el estudio, en vez de venir juntos a grabar canciones que los miembros de la banda habían escrito individualmente. Sus dos álbumes siguientes, Please Come Home... Mr. Bulbous y Manic Moonlight fueron creados de esta misma manera.
Para su siguiente álbum, Black Like Sunday, el grupo arregló y grabó un álbum lleno de canciones que la banda había interpretado regularmente antes de lanzar su primer álbum para MegaForce Records, Out of the Silent Planet (álbum). Notablemente, la carátula del álbum fue escogida entre arte gráfico enviado por los fans.
Live All Over The Place fue el álbum final de la banda para Metal Blade Records, y su primer lanzamiento oficial en directo. En el periodo con Metal Blade, los miembros de King's X (como un grupo e individualmente) fueron prolíficos musicalmente, lanzando un número de álbumes solistas (como los álbumes PoundHound y Emotional Animal de Doug Pinnick, Naomi's Solar Pumpkin, Moonflower Lane, y Safety de Ty Tabor , y el musicalmente intrigante Come Somewhere de Jerry Gaskill, y proyectos alternos (como el trabajo de Ty Tabor con Platypus, Jughead, y The Jelly Jam). Doug Pinnick estará sustituyendo al vocalista principal de Living Colour, Corey Glover, en la gira europea de agosto de 2006.
El último álbum de la banda, titulado Ogre Tones, fue lanzado en septiembre de 2005 a través de la discográfica InsideOut Music. Fue producido por el famoso productor de rock Michael Wagener (Dokken, Extreme, Stryper, White Lion, Skid Row) en el WireWorld Studio.

### ¿Rock cristiano?
King's X ha luchado en el pasado con el hecho de ser identificada como una banda de rock cristiano. Muchas de sus letras tienen un claro mensaje de influencia, pero ello viene de la fe individual de los miembros, y no de un intento de entrar en el mercado en la manera en que lo hicieron grupos como Stryper. Sus álbumes solían ser muy comercializados en librerías cristianas, pero después de que Pinnick anunció en 1998 que él era homosexual, sus álbumes fueron removidos de lugares como ese. Esto también causó que la banda perdiera un gran número de sus fans cristianos.
Ty Tabor ha indicado en varias entrevistas que King's X no era una banda de rock cristiano.
Las letras espirituales de King's X son menos prominentes en sus últimos lanzamientos, a pesar de que la banda continúa utilizando temas espirituales en su música.

## Miembros
La alineación de la banda no ha cambiado desde su concepción:
- Doug Pinnick - Voz, bajo (1987 - presente)
- Ty Tabor - Voz, guitarras (1987 - presente)
- Jerry Gaskill - Batería, percusión, voz (1987 - present)

## Discografía
- Out of the Silent Planet (23 de marzo de 1988)
- Gretchen Goes to Nebraska (27 de junio de 1989)
- Faith, Hope, Love (23 de octubre de 1990)
- King's X (10 de marzo de 1992)
- Dogman (18 de enero de 1994)
- Ear Candy (20 de mayo de 1996)
- Best of King's X (11 de noviembre de 1997)
- Tape Head (20 de octubre de 1998)
- Please Come Home... Mr. Bulbous (23 de mayo de 2000)
- Manic Moonlight (25 de septiembre de 2001)
- Black Like Sunday (20 de mayo de 2003)
- Live All Over The Place (2 de noviembre de 2004)
- Ogre Tones (27 de septiembre de 2005)
- XV (USA: May 20, 2008; Europe: May 16/19, 2008)
- Three Sides Of One (Sept. 2, 2022)

## Posiciones en el Billboard
- King's X - Out Of The Silent Planet, Semanas en cartelera: 11, Tope: #144
- King's X - Gretchen Goes To Nebraska, Semanas en cartelera: 18 Tope: #123
- King's X - Faith Hope Love, Semanas en cartelera: 24 Tope: #85
- King's X - King's X, Semanas en cartelera: 3 Tope: #138
- King's X - Dogman, Semanas en cartelera: 4 Tope: #88